# Bradford A. Smith
Bradford Adelbert Smith, né le 22 septembre 1931 à Cambridge au Massachusetts et mort le 3 juillet 2018 à Santa Fe au Nouveau-Mexique,, est un astronome américain. 

## Biographie
Bradford Smith est un astronome et un membre associé de l'Union astronomique internationale. Il a été impliqué dans le programme Voyager, et a découvert, entre autres, la lune d'Uranus Bianca, le 23 janvier 1986 et de Télesto, satellite de Saturne et troyen de Téthys.

## Publications
- André Brahic et Bradford Smith, Terres d'ailleurs : à la recherche de la vie dans l'univers, Paris, Odile Jacob, 2015, IX + 433 (ISBN 978-2-7381-3152-2, BNF 43904232).